# Wonosobo (ort i Indonesien)
Wonosobo är en ort och ett distrikt (kecamatan) i Indonesien.   Den ligger i provinsen Jawa Tengah, i den västra delen av landet, 400 km öster om huvudstaden Jakarta. Wonosobo ligger 790 meter över havet och antalet invånare är 92 990.
Terrängen runt Wonosobo är varierad.Runt Wonosobo är det tätbefolkat, med 493 invånare per kvadratkilometer. Det finns inga andra samhällen i närheten. I omgivningarna runt Wonosobo växer i huvudsak städsegrön lövskog.